# Bloque Democrático Popular
El grupo parlamentario Bloque Democrático Popular es una bancada de centroizquierda creada el 13 de abril de 2022 y refundada el 25 de julio de 2024. La conforman 4 de los 5 congresistas elegidos por la extinta coalición Juntos por el Perú.

## Historia
En vista de las elecciones subnacionales de 2018, las distintas agrupaciones de izquierda peruana forman la coalición Juntos por el Perú (inscrita como partido político ante el JNE). La alianza se mantiene para las elecciones generales de Perú de 2021, cuya candidata presidencial fue Verónika Mendoza del movimiento Nuevo Perú. La alianza obtuvo 5 de 130 escaños.
| Congresista     | Afiliación Política |
| --------------- | ------------------- |
| Sigrid Bazán    | Nuevo Perú          |
| Ruth Luque      | Nuevo Perú          |
| Isabel Cortez   | Juntos por el Perú  |
| Edgard Reymundo | Juntos por el Perú  |
| Roberto Sánchez | Juntos por el Perú  |

En abril de 2022, los congresistas de Juntos por el Perú (coalición disuelta que conserva inscripción electoral como partido político) refundan el grupo parlamentario con la denominación Cambio Democrático - Juntos por el Perú. La integran los legisladores Sigrid Bazán (Nuevo Perú), Ruth Luque (En Movimiento), Edgard Raymundo, Isabel Cortez, Roberto Sánchez (JP). Ocupan una comisión ordinaria para la legislatura agosto 2022 - julio 2023.
Al siguiente año, marzo de 2023, los cuatro congresistas de la disuelta bancada Perú Democrático (Guillermo Bermejo (Voces del Pueblo), Hamlet Echevarría, Nieves Limachi y Luis Kamiche) se incorporan al grupo parlamentario "Cambio Democrático - Juntos por el Perú". En julio de 2023 se suma la congresista no agrupada Susel Paredes (Primero La Gente). En total ocupan 10 escaños y presiden 2 comisiones ordinarias para la legislatura agosto 2023 - julio 2024. En marzo de 2024 se incorpora el legislador Víctor Cutipa.
En julio de 2024, Cambio Democrático se refunda como Bloque Democrático Popular (inicialmente como Frente Democrático) y agrupa a 5 congresistas de los 11 de la bancada: Sigrid Bazán (Nuevo Perú), Susel Paredes (Primero La Gente), Ruth Luque (En Movimiento), Edgard Reymundo e Isabel Cortez.
En marzo del 2025, Isabel Cortez renuncia a la bancada para incorporarse a la bancada de Podemos Perú, quedando 4 congresistas en el Bloque, sin embargo, el congresista independiente Carlos Zeballos se una a la bancada, evitando su disolución. 

## Miembros

### Composición (2022-2023)
| Nombre                  | Militancia         | Circunscripción |
| ----------------------- | ------------------ | --------------- |
| Sigrid Bazán Narro      | Nuevo Perú         | Lima            |
| Ruth Luque Ibarra       | Nuevo Perú         | Cusco           |
| Edgard Reymundo Mercado | Juntos por el Perú | Junín           |

### Composición (2023-2024)
| Nombre                      | Militancia         | Circunscripción |
| --------------------------- | ------------------ | --------------- |
| Sigrid Bazán Narro          | Nuevo Perú         | Lima            |
| Ruth Luque Ibarra           | En Movimiento      | Cusco           |
| Susel Paredes Piqué         | Primero La Gente   | Lima            |
| Edgard Reymundo Mercado     | -                  | Junín           |
| Isabel Cortez Aguirre       | -                  | Lima            |
| Roberto Sánchez Palomino    | Juntos por el Perú | Lima            |
| Guillermo Bermejo Rojas     | Voces del Pueblo   | Lima            |
| Nieves Limachi Quispe       | -                  | Tacna           |
| Hamlet Echeverría Rodríguez | -                  | Cajamarca       |
| Roberto Kamiche Morante     | -                  | La Libertad     |
| Víctor Cutipa Ccama         | -                  | Moquegua        |

### Composición (2024-presente)
| Congresista | Congresista               | Militancia          | Circunscripción |
| ----------- | ------------------------- | ------------------- | --------------- |
|             | Sigrid Bazán Narro        | Nuevo Perú          | Lima            |
|             | Ruth Luque Ibarra         | Nuevo Perú          | Cusco           |
|             | Edgard Reymundo Mercado   | Independiente       | Junín           |
|             | Susel Paredes Piqué       | Primero La Gente    | Lima            |
|             | Carlos Zeballos Madariaga | Cooperación Popular | Puno            |